# Stéphane Sessègnon
Stéphane Sessègnon (Allahé, 1º giugno 1984) è un ex calciatore beninese, di ruolo centrocampista.
È il primatista di presenze e reti con il Benin.

## Biografia
È il cugino dei due calciatori fratelli: Ryan Sessegnon e Steven Sessegnon. Ha origini ivoriane.

## Caratteristiche tecniche
Gioca prevalentemente come trequartista è dotato di una buona tecnica di base, ottima velocità grazie al suo baricentro basso, ed è molto abile nei dribbling. Può agire anche da ala sinistra dove può convergere per andare alla conclusione col piede preferito, all'occorrenza può agire anche sulla fascia opposta.

## Carriera

### Club

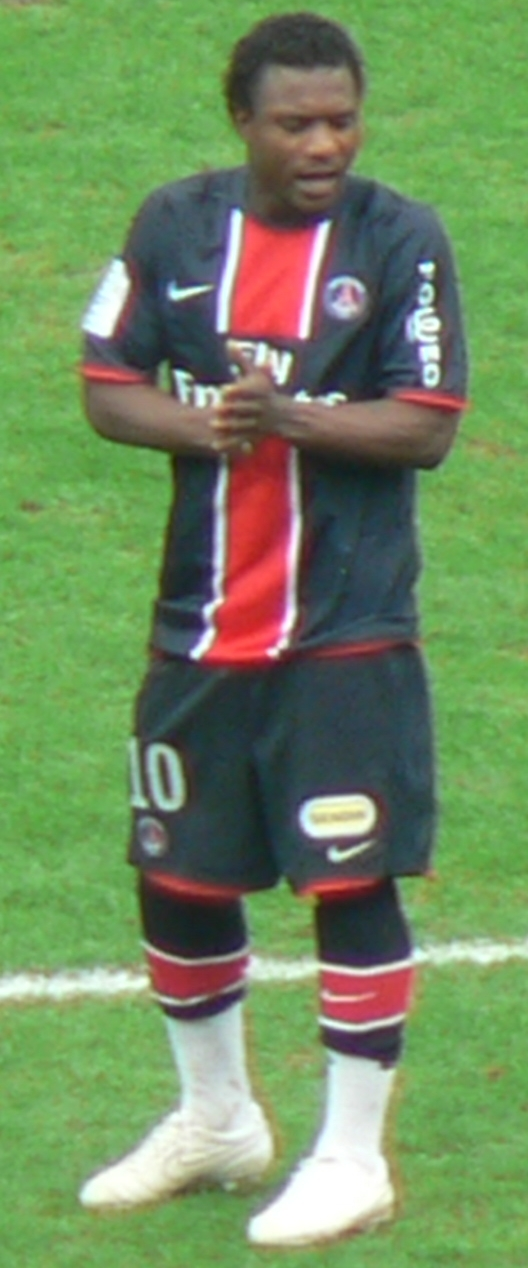
Sessègnon con la maglia del PSG nel 2009.

Nella stagione 2005-2006 giocò in Ligue 2 con il Creteil, venendo poi acquistato dal Le Mans, con cui firma un contratto triennale il 19 maggio 2006.
Debuttò nel massimo campionato francese contro il Troyes (2-2), e dopo cinque partite si conquistò un posto da titolare nella squadra. Siglò il suo primo gol nell'1-1 del Le Mans contro il Rennes. In questo periodo venne utilizzato sia da centrocampista difensivo che di fascia.

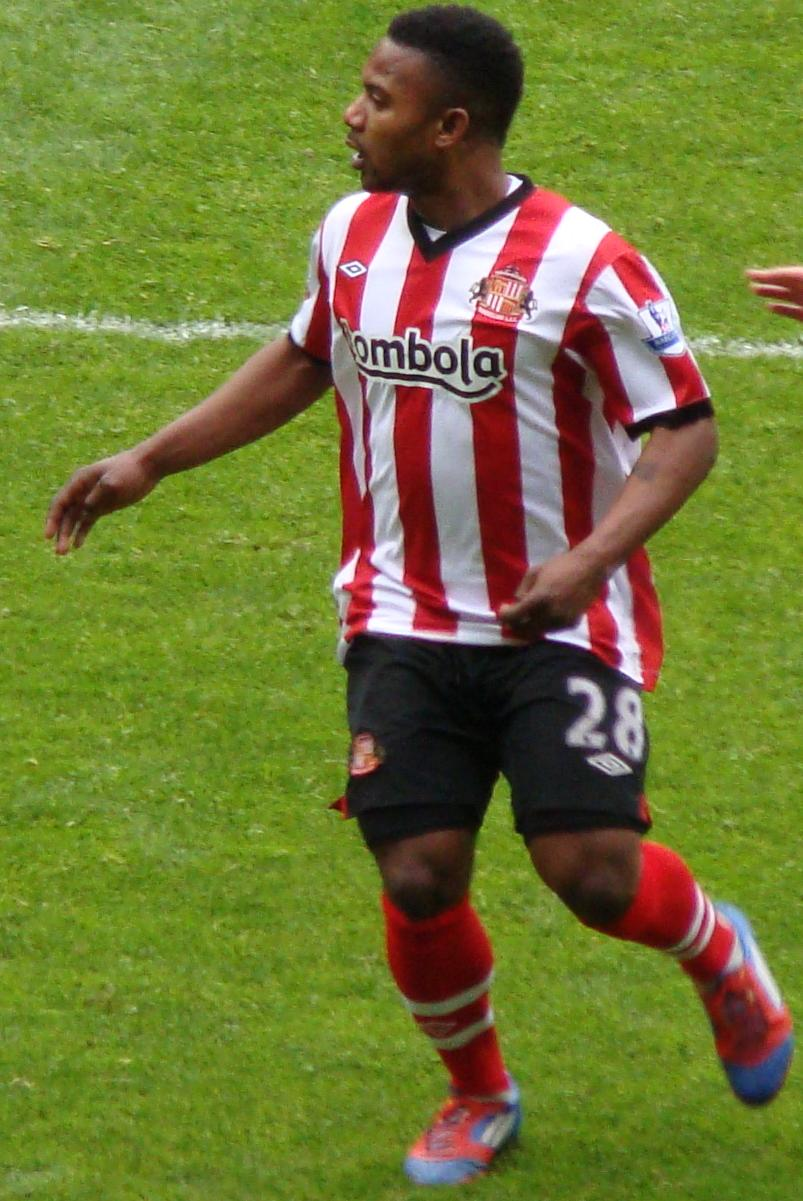
Sessègnon in azione con la maglia del Sunderland nel 2012.

Nell'estate 2008 si trasferisce al PSG per 8 milioni di euro e sceglie di vestire la maglia numero 10. Titolare, nella stagione 2008-2009 guadagna un posto nella squadra dell'anno del campionato francese.
Il 30 gennaio 2011 viene acquistato a titolo definitivo dal Sunderland per 7 milioni di euro e firma un contratto fino al giugno 2014.
Il 2 settembre 2013 viene acquistato dal West Bromwich Albion per 7 milioni di euro. Nel luglio 2016 rimane svincolato.
Il 26 settembre 2016 firma un contratto biennale con il Montpellier, facendo così ritorno in Francia dopo più di cinque anni.
Il 23 gennaio 2018 passa alla società turca del Gençlerbirliği, con cui firma un contratto di un anno e mezzo. Nel 2021,il Digione attualmente sarebbe interessato a mettere sotto contratto Sessegnon.

### Nazionale
Debutta con la nazionale beninese il 6 giugno 2004 in Benin-Camerun (1-2), in una partita valida per le qualificazioni ai mondiale del 2006. Il 5 giugno 2011 realizza la sua prima doppietta in nazionale nella netta sconfitta interna per 6-2 contro la Costa d'Avorio, in una partita valida per le qualificazioni alla Coppa d'Africa 2012. È il primatista di presenze e di gol in nazionale. Nel 2021,Sessegnon viene rimosso dalla nazionale beninese in quanto non in attività da ormai un anno. Sessegnon,successivamente al episodio,ha fatto sapere di voler tornare a giocare per la nazionale in tempo per fare le qualificazioni mondiali.

## Statistiche

### Presenze e reti nei club
Statistiche aggiornate al 14 marzo 2020.
| Stagione                   | Squadra                    | Campionato                 | Campionato | Campionato | Coppe nazionali | Coppe nazionali | Coppe nazionali | Coppe continentali | Coppe continentali | Coppe continentali | Altre coppe | Altre coppe | Altre coppe | Totale | Totale |
| Stagione                   | Squadra                    | Comp                       | Pres       | Reti       | Comp            | Pres            | Reti            | Comp               | Pres               | Reti               | Comp        | Pres        | Reti        | Pres   | Reti   |
| -------------------------- | -------------------------- | -------------------------- | ---------- | ---------- | --------------- | --------------- | --------------- | ------------------ | ------------------ | ------------------ | ----------- | ----------- | ----------- | ------ | ------ |
| 2004                       | Requins de l'Atlantique    | PD                         | 2          | 0          | -               | -               | -               | -                  | -                  | -                  | -           | -           | -           | 2      | 0      |
| 2004-2005                  | Créteil-Lusitanos          | L2                         | 35         | 5          | CF+CdL          | 0+1             | 0               | -                  | -                  | -                  | -           | -           | -           | 36     | 5      |
| 2005-2006                  | Créteil-Lusitanos          | L2                         | 33         | 5          | CF+CdL          | 0+1             | 0               | -                  | -                  | -                  | -           | -           | -           | 34     | 5      |
| Totale Créteil-Lusitanos   | Totale Créteil-Lusitanos   | Totale Créteil-Lusitanos   | 68         | 10         |                 | 2               | 0               |                    | -                  | -                  |             | -           | -           | 70     | 10     |
| 2006-2007                  | Le Mans                    | L1                         | 31         | 1          | CF+CdL          | 2+2             | 0               | -                  | -                  | -                  | -           | -           | -           | 35     | 1      |
| 2007-2008                  | Le Mans                    | L1                         | 30         | 5          | CF+CdL          | 2+3             | 0               | -                  | -                  | -                  | -           | -           | -           | 35     | 5      |
| Totale Le Mans             | Totale Le Mans             | Totale Le Mans             | 61         | 6          |                 | 9               | 0               |                    | -                  | -                  |             | -           | -           | 70     | 6      |
| 2008-2009                  | Paris Saint-Germain        | L1                         | 34         | 6          | CF+CdL          | 2+4             | 1+0             | CU                 | 9                  | 1                  | -           | -           | -           | 49     | 8      |
| 2009-2010                  | Paris Saint-Germain        | L1                         | 29         | 3          | CF+CdL          | 4+0             | 0               | -                  | -                  | -                  | -           | -           | -           | 33     | 3      |
| 2010-gen. 2011             | Paris Saint-Germain        | L1                         | 14         | 0          | CF+CdL          | 0+2             | 0               | UEL                | 6                  | 0                  | SF          | 1           | 0           | 23     | 0      |
| Totale Paris Saint-Germain | Totale Paris Saint-Germain | Totale Paris Saint-Germain | 77         | 9          |                 | 12              | 1               |                    | 15                 | 1                  |             | 1           | 0           | 105    | 11     |
| 2010-gen. 2011             | Sunderland                 | PL                         | 14         | 3          | FACup+CdL       | 0+0             | 0               | -                  | -                  | -                  | -           | -           | -           | 14     | 3      |
| 2011-2012                  | Sunderland                 | PL                         | 36         | 7          | FACup+CdL       | 5+1             | 1+0             | -                  | -                  | -                  | -           | -           | -           | 42     | 8      |
| 2012-2013                  | Sunderland                 | PL                         | 35         | 7          | FACup+CdL       | 1+3             | 0               | -                  | -                  | -                  | -           | -           | -           | 39     | 7      |
| ago. 2013                  | Sunderland                 | PL                         | 2          | 0          | FACup+CdL       | 0+0             | 0               | -                  | -                  | -                  | -           | -           | -           | 2      | 0      |
| Totale Sunderland          | Totale Sunderland          | Totale Sunderland          | 87         | 17         |                 | 10              | 1               |                    | -                  | -                  |             | -           | -           | 97     | 18     |
| set. 2013-2014             | West Bromwich              | PL                         | 26         | 5          | FACup+CdL       | 1+1             | 0               | -                  | -                  | -                  | -           | -           | -           | 28     | 5      |
| 2014-2015                  | West Bromwich              | PL                         | 28         | 1          | FACup+CdL       | 3+2             | 0               | -                  | -                  | -                  | -           | -           | -           | 33     | 1      |
| 2015-2016                  | West Bromwich              | PL                         | 25         | 2          | FACup+CdL       | 5+1             | 0               | -                  | -                  | -                  | -           | -           | -           | 31     | 2      |
| Totale West Bromwich       | Totale West Bromwich       | Totale West Bromwich       | 79         | 8          |                 | 13              | 0               |                    | -                  | -                  |             | -           | -           | 92     | 8      |
| 2016-2017                  | Montpellier                | L1                         | 27         | 2          | CdF+CdL         | 1+2             | 0               | -                  | -                  | -                  | -           | -           | -           | 30     | 2      |
| 2017-gen. 2018             | Montpellier                | L1                         | 16         | 1          | CdF+CdL         | 0+0             | 0               | -                  | -                  | -                  | -           | -           | -           | 16     | 1      |
| Totale Montpellier         | Totale Montpellier         | Totale Montpellier         | 43         | 3          |                 | 3               | 0               |                    | -                  | -                  |             | -           | -           | 46     | 3      |
| gen.-giu. 2018             | Gençlerbirliği             | SL                         | 16         | 3          | TK              | 1               | 0               | -                  | -                  | -                  | -           | -           | -           | 17     | 3      |
| 2018-2019                  | Gençlerbirliği             | TF                         | 30         | 4          | TK              | 0               | 0               | -                  | -                  | -                  | -           | -           | -           | 30     | 4      |
| 2019-2020                  | Gençlerbirliği             | SL                         | 25         | 2          | TK              | 0               | 0               | -                  | -                  | -                  | -           | -           | -           | 25     | 2      |
| Totale Gençlerbirliği      | Totale Gençlerbirliği      | Totale Gençlerbirliği      | 71         | 9          |                 | 1               | 0               |                    | -                  | -                  |             | -           | -           | 72     | 9      |
| Totale carriera            | Totale carriera            | Totale carriera            | 488        | 62         |                 | 50              | 2               |                    | 15                 | 1                  |             | 1           | 0           | 554    | 65     |

### Cronologia presenze e reti in nazionale
| Cronologia completa delle presenze e delle reti in nazionale ― Benin | Cronologia completa delle presenze e delle reti in nazionale ― Benin | Cronologia completa delle presenze e delle reti in nazionale ― Benin | Cronologia completa delle presenze e delle reti in nazionale ― Benin | Cronologia completa delle presenze e delle reti in nazionale ― Benin | Cronologia completa delle presenze e delle reti in nazionale ― Benin | Cronologia completa delle presenze e delle reti in nazionale ― Benin | Cronologia completa delle presenze e delle reti in nazionale ― Benin |
| Data                                                                 | Città                                                                | In casa                                                              | Risultato                                                            | Ospiti                                                               | Competizione                                                         | Reti                                                                 | Note                                                                 |
| -------------------------------------------------------------------- | -------------------------------------------------------------------- | -------------------------------------------------------------------- | -------------------------------------------------------------------- | -------------------------------------------------------------------- | -------------------------------------------------------------------- | -------------------------------------------------------------------- | -------------------------------------------------------------------- |
| 23-5-2004                                                            | Lomé                                                                 | Togo                                                                 | 1 – 1                                                                | Benin                                                                | Amichevole                                                           | -                                                                    |                                                                      |
| 26-5-2004                                                            | Cotonou                                                              | Benin                                                                | 1 – 0                                                                | Burkina Faso                                                         | Amichevole                                                           | -                                                                    |                                                                      |
| 6-6-2004                                                             | Yaoundé                                                              | Camerun                                                              | 2 – 1                                                                | Benin                                                                | Qual. Mondiali 2006                                                  | -                                                                    |                                                                      |
| 13-6-2004                                                            | Ouagadougou                                                          | Burkina Faso                                                         | 4 – 2                                                                | Benin                                                                | Qual. Mondiali 2006                                                  | -                                                                    | Uscita                                                               |
| 20-6-2004                                                            | Cotonou                                                              | Benin                                                                | 1 – 1                                                                | Sudan                                                                | Qual. Mondiali 2006                                                  | -                                                                    |                                                                      |
| 4-7-2004                                                             | Cotonou                                                              | Benin                                                                | 3 – 3                                                                | Egitto                                                               | Qual. Mondiali 2006                                                  | -                                                                    |                                                                      |
| 10-10-2004                                                           | Cotonou                                                              | Benin                                                                | 0 – 1                                                                | Costa d'Avorio                                                       | Qual. Mondiali 2006                                                  | -                                                                    |                                                                      |
| 27-3-2005                                                            | Abidjan                                                              | Costa d'Avorio                                                       | 3 – 0                                                                | Benin                                                                | Qual. Mondiali 2006                                                  | -                                                                    |                                                                      |
| 4-6-2005                                                             | Cotonou                                                              | Benin                                                                | 1 – 4                                                                | Camerun                                                              | Qual. Mondiali 2006                                                  | -                                                                    |                                                                      |
| 4-9-2005                                                             | Il Cairo                                                             | Egitto                                                               | 4 – 1                                                                | Benin                                                                | Qual. Mondiali 2006                                                  | 1                                                                    | 83’                                                                  |
| 9-10-2005                                                            | Cotonou                                                              | Benin                                                                | 1 – 0                                                                | Libia                                                                | Qual. Mondiali 2006                                                  | -                                                                    |                                                                      |
| 3-9-2006                                                             | Lomé                                                                 | Togo                                                                 | 2 – 1                                                                | Benin                                                                | Qual. Coppa d'Africa 2008                                            | -                                                                    | 46’                                                                  |
| 25-3-2007                                                            | Bamako                                                               | Mali                                                                 | 1 – 1                                                                | Benin                                                                | Qual. Coppa d'Africa 2008                                            | -                                                                    |                                                                      |
| 3-6-2007                                                             | Cotonou                                                              | Benin                                                                | 0 – 0                                                                | Mali                                                                 | Qual. Coppa d'Africa 2008                                            | -                                                                    |                                                                      |
| 17-6-2007                                                            | Cotonou                                                              | Benin                                                                | 4 – 1                                                                | Togo                                                                 | Qual. Coppa d'Africa 2008                                            | 1                                                                    | 62’                                                                  |
| 21-8-2007                                                            | Créteil                                                              | Benin                                                                | 2 – 2                                                                | Gabon                                                                | Amichevole                                                           | -                                                                    | Uscita                                                               |
| 12-10-2007                                                           | Freetown                                                             | Sierra Leone                                                         | 0 – 2                                                                | Benin                                                                | Qual. Coppa d'Africa 2008                                            | -                                                                    | 80’                                                                  |
| 17-11-2007                                                           | Accra                                                                | Benin                                                                | 1 – 0                                                                | Emirati Arabi Uniti                                                  | Amichevole                                                           | -                                                                    | 68’                                                                  |
| 21-11-2007                                                           | Accra                                                                | Ghana                                                                | 4 – 2                                                                | Benin                                                                | Amichevole                                                           | 1                                                                    |                                                                      |
| 21-1-2008                                                            | Sekondi-Takoradi                                                     | Benin                                                                | 0 – 1                                                                | Mali                                                                 | Coppa d'Africa 2008 - 1º turno                                       | -                                                                    | 50’                                                                  |
| 25-1-2008                                                            | Sekondi-Takoradi                                                     | Costa d'Avorio                                                       | 4 – 1                                                                | Benin                                                                | Coppa d'Africa 2008 - 1º turno                                       | -                                                                    | 52’                                                                  |
| 29-1-2008                                                            | Sekondi-Takoradi                                                     | Nigeria                                                              | 2 – 0                                                                | Benin                                                                | Coppa d'Africa 2008 - 1º Turno                                       | -                                                                    | 82’                                                                  |
| 1-6-2008                                                             | Luanda                                                               | Angola                                                               | 3 – 0                                                                | Benin                                                                | Qual. Mondiali 2010                                                  | -                                                                    | 38’                                                                  |
| 8-6-2008                                                             | Cotonou                                                              | Benin                                                                | 4 – 1                                                                | Uganda                                                               | Qual. Mondiali 2010                                                  | 1                                                                    | 82’                                                                  |
| 14-6-2008                                                            | Niamey                                                               | Niger                                                                | 0 – 2                                                                | Benin                                                                | Qual. Mondiali 2010                                                  | -                                                                    |                                                                      |
| 22-6-2008                                                            | Cotonou                                                              | Benin                                                                | 2 – 0                                                                | Niger                                                                | Qual. Mondiali 2010                                                  | -                                                                    | 2’ 80’                                                               |
| 20-8-2008                                                            | Rabat                                                                | Marocco                                                              | 3 – 1                                                                | Benin                                                                | Amichevole                                                           | -                                                                    | 46’                                                                  |
| 12-10-2008                                                           | Kampala                                                              | Uganda                                                               | 2 – 1                                                                | Benin                                                                | Qual. Mondiali 2010                                                  | -                                                                    | 35’                                                                  |
| 11-2-2009                                                            | Blida                                                                | Algeria                                                              | 2 – 1                                                                | Benin                                                                | Amichevole                                                           | -                                                                    |                                                                      |
| 29-3-2009                                                            | Kumasi                                                               | Ghana                                                                | 1 – 0                                                                | Benin                                                                | Qual. Mondiali 2010                                                  | -                                                                    |                                                                      |
| 7-6-2009                                                             | Cotonou                                                              | Benin                                                                | 1 – 0                                                                | Sudan                                                                | Qual. Mondiali 2010                                                  | -                                                                    |                                                                      |
| 21-6-2009                                                            | Bamako                                                               | Mali                                                                 | 3 – 1                                                                | Benin                                                                | Qual. Mondiali 2010                                                  | -                                                                    | 89’                                                                  |
| 11-10-2009                                                           | Cotonou                                                              | Benin                                                                | 1 – 0                                                                | Ghana                                                                | Qual. Mondiali 2010                                                  | -                                                                    |                                                                      |
| 14-11-2009                                                           | Khartoum                                                             | Sudan                                                                | 1 – 2                                                                | Benin                                                                | Qual. Mondiali 2010                                                  | -                                                                    |                                                                      |
| 6-1-2010                                                             | Tomé                                                                 | Benin                                                                | 1 – 0                                                                | Libia                                                                | Amichevole                                                           | 1                                                                    | 76’                                                                  |
| 12-1-2010                                                            | Benguela                                                             | Benin                                                                | 2 – 2                                                                | Mozambico                                                            | Coppa d'Africa 2010 - 1º turno                                       | -                                                                    |                                                                      |
| 16-1-2010                                                            | Benguela                                                             | Nigeria                                                              | 1 – 0                                                                | Benin                                                                | Coppa d'Africa 2010 - 1º turno                                       | -                                                                    | 26’                                                                  |
| 5-9-2010                                                             | Cotonou                                                              | Benin                                                                | 1 – 1                                                                | Burundi                                                              | Qual. Coppa d'Africa 2012                                            | -                                                                    | 63’                                                                  |
| 9-10-2010                                                            | Kigali                                                               | Ruanda                                                               | 0 – 3                                                                | Benin                                                                | Qual. Coppa d'Africa 2012                                            | 1                                                                    |                                                                      |
| 27-3-2011                                                            | Accra                                                                | Costa d'Avorio                                                       | 2 – 1                                                                | Benin                                                                | Qual. Coppa d'Africa 2012                                            | -                                                                    |                                                                      |
| 5-6-2011                                                             | Cotonou                                                              | Benin                                                                | 2 – 6                                                                | Costa d'Avorio                                                       | Qual. Coppa d'Africa 2012                                            | 2                                                                    |                                                                      |
| 4-9-2011                                                             | Bujumbura                                                            | Burundi                                                              | 1 – 1                                                                | Benin                                                                | Qual. Coppa d'Africa 2012                                            | -                                                                    |                                                                      |
| 9-10-2011                                                            | Cotonou                                                              | Benin                                                                | 0 – 1                                                                | Ruanda                                                               | Qual. Coppa d'Africa 2012                                            | -                                                                    |                                                                      |
| 29-2-2012                                                            | Addis Abeba                                                          | Etiopia                                                              | 0 – 0                                                                | Benin                                                                | Qual. Coppa d'Africa 2013                                            | -                                                                    |                                                                      |
| 26-5-2012                                                            | Ouagadougou                                                          | Burkina Faso                                                         | 2 – 2                                                                | Benin                                                                | Amichevole                                                           | -                                                                    |                                                                      |
| 3-6-2012                                                             | Cotonou                                                              | Benin                                                                | 1 – 0                                                                | Mali                                                                 | Qual. Mondiali 2014                                                  | -                                                                    | 90’                                                                  |
| 10-6-2012                                                            | Kigali                                                               | Ruanda                                                               | 1 – 1                                                                | Benin                                                                | Qual. Mondiali 2014                                                  | -                                                                    |                                                                      |
| 17-6-2012                                                            | Cotonou                                                              | Benin                                                                | 1 – 1                                                                | Etiopia                                                              | Qual. Mondiali 2014                                                  | -                                                                    |                                                                      |
| 9-6-2013                                                             | Porto Novo                                                           | Benin                                                                | 1 – 3                                                                | Algeria                                                              | Qual. Mondiali 2014                                                  | -                                                                    | cap.                                                                 |
| 16-6-2013                                                            | Bamako                                                               | Mali                                                                 | 2 – 2                                                                | Benin                                                                | Qual. Mondiali 2014                                                  | 1                                                                    |                                                                      |
| 17-5-2014                                                            | Sao Tomé                                                             | São Tomé e Príncipe                                                  | 0 – 2                                                                | Benin                                                                | Qual. Coppa d'Africa 2015                                            | 2                                                                    |                                                                      |
| 1-6-2014                                                             | Cotonou                                                              | Benin                                                                | 2 – 0                                                                | São Tomé e Príncipe                                                  | Qual. Coppa d'Africa 2015                                            | 1                                                                    |                                                                      |
| 20-7-2014                                                            | Cotonou                                                              | Benin                                                                | 1 – 0                                                                | Malawi                                                               | Qual. Coppa d'Africa 2015                                            | 1                                                                    |                                                                      |
| 2-8-2014                                                             | Blantyre                                                             | Malawi                                                               | 1 – 0 dts (4 – 3 dtr)                                                | Benin                                                                | Qual. Coppa d'Africa 2015                                            | -                                                                    |                                                                      |
| 12-10-2014                                                           | Dar-es-Salaam                                                        | Tanzania                                                             | 4 – 1                                                                | Benin                                                                | Amichevole                                                           | -                                                                    |                                                                      |
| 13-11-2014                                                           | Agadir                                                               | Marocco                                                              | 6 – 1                                                                | Benin                                                                | Amichevole                                                           | -                                                                    | 90’                                                                  |
| 14-6-2015                                                            | Bata                                                                 | Guinea Equatoriale                                                   | 1 – 1                                                                | Benin                                                                | Qual. Coppa d'Africa 2017                                            | 1                                                                    | cap.                                                                 |
| 6-9-2015                                                             | Cotonou                                                              | Benin                                                                | 1 – 1                                                                | Mali                                                                 | Qual. Coppa d'Africa 2017                                            | 1                                                                    | cap.                                                                 |
| 13-10-2015                                                           | Brazzaville                                                          | Rep. del Congo                                                       | 2 – 1                                                                | Benin                                                                | Amichevole                                                           | -                                                                    |                                                                      |
| 12-11-2015                                                           | Cotonou                                                              | Benin                                                                | 2 – 1                                                                | Burkina Faso                                                         | Qual. Mondiali 2018                                                  | 1                                                                    |                                                                      |
| 17-11-2015                                                           | Ouagadougou                                                          | Burkina Faso                                                         | 2 – 0                                                                | Benin                                                                | Qual. Mondiali 2018                                                  | -                                                                    |                                                                      |
| 23-3-2016                                                            | Juba                                                                 | Sudan del Sud                                                        | 1 – 2                                                                | Benin                                                                | Qual. Coppa d'Africa 2017                                            | -                                                                    | cap.                                                                 |
| 27-3-2016                                                            | Cotonou                                                              | Benin                                                                | 4 – 1                                                                | Sudan del Sud                                                        | Qual. Coppa d'Africa 2017                                            | 2                                                                    | cap.                                                                 |
| 12-6-2016                                                            | Cotonou                                                              | Benin                                                                | 2 – 1                                                                | Guinea Equatoriale                                                   | Qual. Coppa d'Africa 2017                                            | -                                                                    | cap.                                                                 |
| 4-9-2016                                                             | Bamako                                                               | Mali                                                                 | 5 – 2                                                                | Benin                                                                | Qual. Coppa d'Africa 2017                                            | 1                                                                    | cap.                                                                 |
| 24-3-2017                                                            | Nouakchott                                                           | Mauritania                                                           | 1 – 0                                                                | Benin                                                                | Amichevole                                                           | -                                                                    | cap.                                                                 |
| 11-6-2017                                                            | Cotonou                                                              | Benin                                                                | 1 – 0                                                                | Gambia                                                               | Qual. Coppa d'Africa 2019                                            | 1                                                                    | cap. 54’                                                             |
| 3-9-2017                                                             | Malabo                                                               | Guinea Equatoriale                                                   | 1 – 2                                                                | Benin                                                                | Amichevole                                                           | -                                                                    | cap. 76’                                                             |
| 10-10-2017                                                           | Salon-de-Provence                                                    | Gabon                                                                | 0 – 1                                                                | Benin                                                                | Amichevole                                                           | -                                                                    | cap.                                                                 |
| 12-11-2017                                                           | Cotonou                                                              | Benin                                                                | 1 – 1                                                                | Tanzania                                                             | Amichevole                                                           | 1                                                                    | cap. 56’                                                             |
| 9-9-2018                                                             | Lomé                                                                 | Togo                                                                 | 0 – 0                                                                | Benin                                                                | Qual. Coppa d'Africa 2019                                            | -                                                                    | cap.                                                                 |
| 12-10-2018                                                           | Blida                                                                | Algeria                                                              | 2 – 0                                                                | Benin                                                                | Qual. Coppa d'Africa 2019                                            | -                                                                    | cap.                                                                 |
| 16-10-2018                                                           | Cotonou                                                              | Benin                                                                | 1 – 0                                                                | Algeria                                                              | Qual. Coppa d'Africa 2019                                            | -                                                                    | cap. 54’                                                             |
| 11-6-2019                                                            | Marrakech                                                            | Benin                                                                | 1 – 0                                                                | Guinea                                                               | Amichevole                                                           | 1                                                                    | cap.                                                                 |
| 18-6-2019                                                            | Marrakech                                                            | Benin                                                                | 3 – 1                                                                | Mauritania                                                           | Amichevole                                                           | -                                                                    | Ingresso                                                             |
| 29-6-2019                                                            | Ismailia                                                             | Benin                                                                | 0 – 0                                                                | Guinea-Bissau                                                        | Coppa d'Africa 2019 - 1º turno                                       | -                                                                    | cap.                                                                 |
| 2-7-2019                                                             | Ismailia                                                             | Benin                                                                | 0 – 0                                                                | Camerun                                                              | Coppa d'Africa 2019 - 1º turno                                       | -                                                                    | cap.                                                                 |
| 5-7-2019                                                             | Cairo                                                                | Marocco                                                              | 1 – 1 dts (1 – 4 dtr)                                                | Benin                                                                | Coppa d'Africa 2019 - Ottavi di finale                               | -                                                                    | cap.                                                                 |
| 10-7-2019                                                            | Cairo                                                                | Senegal                                                              | 1 – 0                                                                | Benin                                                                | Coppa d'Africa 2019 - Quarti di finale                               | -                                                                    | cap.                                                                 |
| 6-9-2019                                                             | Caen                                                                 | Costa d'Avorio                                                       | 1 – 2                                                                | Benin                                                                | Amichevole                                                           | 1                                                                    | cap.                                                                 |
| 13-10-2019                                                           | Porto-Novo                                                           | Benin                                                                | 2 – 2                                                                | Zambia                                                               | Amichevole                                                           | -                                                                    | cap. 76’                                                             |
| 13-11-2019                                                           | Uyo                                                                  | Nigeria                                                              | 2 – 1                                                                | Benin                                                                | Qual. Coppa d'Africa 2021                                            | 1                                                                    | cap.                                                                 |
| 17-11-2019                                                           | Porto-Novo                                                           | Benin                                                                | 1 – 0                                                                | Sierra Leone                                                         | Qual. Coppa d'Africa 2021                                            | -                                                                    | cap. 90+1’                                                           |
| 24-9-2022                                                            | Mohammedia                                                           | Mauritania                                                           | 1 – 0                                                                | Benin                                                                | Amichevole                                                           | -                                                                    | cap.                                                                 |
| 27-9-2022                                                            | Mohammedia                                                           | Madagascar                                                           | 3 – 1                                                                | Benin                                                                | Amichevole                                                           | -                                                                    | cap. 68’                                                             |
| 22-3-2023                                                            | Cotonou                                                              | Benin                                                                | 1 – 1                                                                | Ruanda                                                               | Qual. Coppa d'Africa 2023                                            | -                                                                    | 59’                                                                  |
| 29-3-2023                                                            | Kigali                                                               | Ruanda                                                               | 1 – 1                                                                | Benin                                                                | Qual. Coppa d'Africa 2023                                            | -                                                                    | 81’                                                                  |
| 17-6-2023                                                            | Cotonou                                                              | Benin                                                                | 1 – 1                                                                | Senegal                                                              | Qual. Coppa d'Africa 2023                                            | -                                                                    | 78’                                                                  |
| 9-9-2023                                                             | Maputo                                                               | Mozambico                                                            | 3 – 2                                                                | Benin                                                                | Qual. Coppa d'Africa 2023                                            | -                                                                    | 69’                                                                  |
| Totale                                                               |                                                                      | Presenze (1º posto)                                                  | 89                                                                   |                                                                      | Reti (1º posto)                                                      | 24                                                                   |                                                                      |

## Palmarès

### Club

#### Competizioni nazionali
- Coppa di Francia: 1

Paris Saint-Germain: 2009-2010